# Stefano Santucci
Stefano Santucci (Roma, 29 settembre 1958) è un autore televisivo italiano, ideatore con Amadeus de L'eredità e con Paolo Bonolis di Avanti un altro!
Ha contribuito alla realizzazione di molti programmi di successo sia in Rai sia di Mediaset, come La Corrida, Tira & Molla, L'eredità, Reazione a catena - L'intesa vincente, Stasera tutto è possibile, Avanti un altro!.

## Biografia

### Il debutto e il sodalizio con Corrado
Debutta in televisione come autore nel 1983 al fianco di Corrado, con il quale ha condiviso i suoi primi 15 anni di lavoro. Lavorano insieme in Mediaset nei programmi Il pranzo è servito (nel quale debutta da video-giurato), Ciao gente!, la prima edizione di Buona Domenica, e dal 1986 al 1996 in 10 edizioni de La Corrida, insieme a Stefano Jurgens. Dal 1990 al 1996, sempre con Corrado, ha lavorato in 7 edizioni del Gran Premio Internazionale della TV. Non manca in quegli anni un'esperienza fuori da Mediaset, come la collaborazione dal 1994 al 1996 per il programma dei ragazzi Disney Club su Rai 1.

### Sodalizio con Bonolis
Dal 1996 al 1998, sempre con Jurgens, è autore di Tira & Molla su Canale 5, quiz ideato da Corrado e condotto da Paolo Bonolis nelle prime due edizioni e Giampiero Ingrassia nella versione estiva del 1998 e la terza e ultima. In questo programma ricopre in video il ruolo di giudice di gara, affiancato nello stesso ruolo da Jurgens, guadagnando anche la popolarità del pubblico e iniziando un sodalizio con Bonolis. Sempre con il conduttore romano e Corrado lavora in Il gatto e la volpe (1997). Tra la fine degli anni novanta e l'inizio degli anni duemila lavora con Bonolis nei programmi Mediaset Ciao Darwin (2000-2003, Chi ha incastrato Peter Pan? (1999-2000), Italiani (2001).

### Sodalizio con Amadeus
(Frase con la quale Amadeus interpellava Santucci durante L'eredità per avere chiarimenti su alcune risposte.)
Nel 1999, mentre lavora su Rai 2 con Festa di classe, incontra per la prima volta Amadeus con cui formerà un forte sodalizio artistico. Insieme a lui infatti idea e scrive nel 2002 il telequiz L'eredità (2002-2006), per la quale è stato capoprogetto delle prime 4 edizioni. Santucci ha inventato diversi giochi alla base del successo del programma, come "la scossa" e soprattutto nel 2005 La ghigliottina, che permise al quiz di essere leader di quella fascia oraria che precede il TG contro Chi vuol essere milionario?.
Nel 2006 torna a Mediaset ideando e scrivendo i preserali Formula segreta con Amadeus e Fattore C con Paolo Bonolis. La sua esperienza sulla fascia preserale prosegue nel 2007 quando con Francesco Ricchi elabora il quiz Reazione a catena - L'intesa vincente in onda in estate su Rai 1, di cui è autore, ideatore e licenziatario di due giochi (Caccia alla parola e Quando, dove, come e perché), per proseguire con La stangata in onda su Canale 5 nel 2009, di cui è coautore del format.
Nel 2011 è ideatore, insieme a Paolo Bonolis, di Avanti un altro!, quiz condotto da quest'ultimo su Canale 5.
Sempre in qualità di capoprogetto ha lavorato a 3 edizioni de Soliti ignoti - Identità nascoste e di Colpo d'occhio - L'apparenza inganna, tornando in video nella fascia dell'access di Rai 1. In aggiunta ai programmi a cadenza quotidiana ha realizzato varie prime serate sia per Canale 5 che per Rai 1: dai Gran Premio Internazionale dello Spettacolo degli anni '90 fino ai più recenti Premio TV - Premio regia televisiva e Premio Barocco. Inoltre è stato autore di vari programmi per bambini (Disney Club, La Banda dello Zecchino, La festa della mamma) ed ha collaborato con la Rai per il Giubileo del 2000.
Nel 2014 e 2015 è stato docente di "Format TV e la scrittura televisiva" presso la LUISS Writing school for cinema and television.
Nel 2015 ha firmato la prima produzione Rai esclusivamente per il web: #Dopofestival. Dall'autunno dello stesso anno è autore di Stasera tutto è possibile, programma condotto dapprima da Amadeus e dal 2019 da Stefano De Martino, in prima serata su Rai 2. Dall'11 al 15 settembre 2017 torna davanti alla telecamere nei panni del Signor Zero nella quiz pomeridiano di Rai 1 Zero e lode!, condotto da Alessandro Greco, di cui è il capo-progetto.

## Programmi per la televisione
- Il pranzo è servito (Canale 5, 1983-1992)
- Ciao gente! (Canale 5, 1983)
- Buona Domenica (Canale 5, 1985)
- La Corrida (Canale 5, 1986-1996)
- Gran Premio Internazionale della TV (Canale 5, 1990-1996)
- La cena è servita (Rete 4, 1993)
- Disney Club (Rai 1, 1994-1996)
- Tira & Molla (Canale 5, 1996-1998)
- Il gatto e la volpe (Canale 5, 1997)
- La festa della mamma - Rai 1 (1998)
- Zefiro - Stream - (1998)
- Festa di classe - Rai 2 (1999)
- Figlio prodigo - Rai 1 (1999)
- La Banda dello Zecchino - Rai 1 (2 edizioni 1999-2001)
- Incontro della Scuola Cattolica con il Santo Padre - Rai 1 (1999)
- Ciao Jimmy - D+ (1999)
- Aprite le porte a Cristo - Rai 1 (2000)
- Chi ha incastrato Peter Pan? - Canale 5 (2000)
- La festa della mamma - Rai 1 (2000)
- Ciao Darwin 3 - Canale 5 (2000)
- Quiz Show - Rai 1 (2000-2001)
- Salto nel buio - Rete 4 (2001)
- Italiani - Canale 5 (2001)
- La Corrida - Canale 5 (2002 - prima edizione condotta da Gerry Scotti)
- Azzardo - Rai 1 (2002)
- Ciao Darwin 4 - Canale 5 (2003)
- 43º Premio TV - Premio regia televisiva - Rai 1 (2003)
- Premio Barocco - Rai 1 (2003)
- Miss Italia nel mondo - Rai 1 (2003)
- Music Farm - Rai 2 (2004)
- 45º Premio TV - Premio regia televisiva - Rai 1 (2005)
- Domenica in - Rai 1 (2005-2006)
- L'eredità - Rai 1 (le prime 4 edizioni, 2002-2006)
- Formula segreta - Canale 5 (2006)
- Fattore C - Canale 5 (2006)
- 47º Premio TV - Premio regia televisiva - Rai 1 (2007)
- Premio Barocco - Rai 1 (2007-2009)
- Reazione a catena - L'intesa vincente - Rai 1 (2007-in corso)
- Ciao Darwin 5 - Canale 5 (2007)
- Pyramid - Rai 2 (2007)
- 48º Premio TV - Premio regia televisiva - Rai 1 (2008)
- I raccomandati - Rai 1 (2009-2010)
- 49º Premio TV - Premio regia televisiva - Rai 1 (2009)
- Premio Mogol - Rai 1 (2009)
- La stangata - Canale 5 (2009)
- 50º Premio TV - Premio regia televisiva - Rai 1 (2010)
- Soliti ignoti - Identità nascoste - Rai 1 (2010-2011)
- 51º Premio TV - Premio regia televisiva - Rai 1 (2011)
- Premio Barocco - Rai 1 (2011)
- Colpo d'occhio - L'apparenza inganna - Rai 1 (2011)
- Avanti un altro! - Canale 5 (2011)
- 52º Premio TV - Premio regia televisiva - Rai 1 (2012)
- 53º Premio TV - Premio regia televisiva - Rai 1 (2013)
- 54º Premio TV - Premio regia televisiva - Rai 1 (2014)
- #Dopofestival - Raiuno Web (2015)
- 55º Premio TV - Premio regia televisiva - Rai 1 (2015)
- Stasera tutto è possibile - Rai 2 (2015-in corso)
- Zero e lode! - Rai 1 (2017-2018)
- Data Comedy Show - Rai 3 (2018), Rai 2 (2021-2022)
- Chi può batterci? - Rai 1 (2024)[2]

## Riconoscimenti
- 1997 – Telegatto Miglior trasmissione di giochi e quiz TV con Tira & Molla
- 1998 – Telegatto Miglior trasmissione di giochi e quiz TV con Tira & Molla
- 2003 – Premio Regia Televisiva con L'eredità
- 2006 – Premio Regia Televisiva con L'eredità
- 2006 – Premio Regia Televisiva come miglior programma dell'anno con L'eredità
- 2011 – Premio Regia Televisiva con Soliti ignoti - Identità nascoste
- 2013 – Premio Regia Televisiva con Avanti un altro!
- 2014 – Premio Regia Televisiva con Avanti un altro!